# Setnacht
Setnacht – faraon, władca starożytnego Egiptu z XX dynastii, z okresu Nowego Państwa.
Założyciel nowej, XX dynastii. Jego pochodzenie jest niewyjaśnione. Uważa się, że mógł być synem Ramzesa II. Panował prawdopodobnie w latach 1188–1186 p.n.e. lub 1186–1184/83 p.n.e. Pojął za żonę TiymerenIset (egip. Teje ukochana przez Izydę), która urodziła mu syna – Ramzesa III, uważanego za ostatniego wielkiego władcę Nowego Państwa. Egipt za czasów Ramzesa III po raz ostatni na Bliskim Wschodzie odegrał rolę prawdziwego mocarstwa. Panowanie Setnachta prawdopodobnie trwało tylko dwa lata.
Stela z Elefantyny została wystawiona w drugim jego roku. Jednakże niemiecki egiptolog J. von Beckerath, uważa, iż jego panowanie trwało co najmniej dwa lata i jedenaście miesięcy. Objął władzę po śmierci Tauseret. Krótki okres jego władzy okazał się jednak wystarczająco długi, aby przywrócić porządek w państwie po kilku latach słabych rządów Siptaha oraz czasach bezprawia i anarchii z okresu rządów Tauseret. Mówi o tym Papirus Harris I, w którym Setnacht uznawany jest za odnowiciela kraju, który przywrócił prawo i obyczaje.
Setnacht znany jest z licznych uzurpacji budowli swych poprzedników. Zagarnął również dla siebie grobowiec Tauseret (KV14), gdy prace przy budowie jego (KV11) zostały przerwane, gdy ekipy robotników, niespodziewanie przekopały się do sąsiedniego grobowca Amenmesa (KV10).
Mumia króla została odnaleziona w sekretnej części grobowca (KV35) Amenhotepa II.

## Tytulatura
| G5 |

| G5 |

| E1 · D40 | wr · r | F9 · F9 · t · Z4 |

| E1 · D40 | wr · r | F9 · F9 · t · Z4 |

| E1 · D40 | wr · r | F9 · F9 · t · Z4 |

| E1 · D40 | wr · r | F9 · F9 · t · Z4 |

| G5 |

| G5 |

| E1 · D40 | wr · r | F9 · F9 · t · Z4 |

| E1 · D40 | wr · r | F9 · F9 · t · Z4 |

| E1 · D40 | wr · r | F9 · F9 · t · Z4 |

| E1 · D40 | wr · r | F9 · F9 · t · Z4 |

| M23 · X1 | L2 · X1 |

| M23 · X1 | L2 · X1 |

| ra | wsr | xa · Z2 | ra · stp · n | i | mn · n · N36 |

| ra | wsr | xa · Z2 | ra · stp · n | i | mn · n · N36 |

| ra | wsr | xa · Z2 | ra · stp · n | i | mn · n · N36 |

| ra | wsr | xa · Z2 | ra · stp · n | i | mn · n · N36 |

| M23 · X1 | L2 · X1 |

| M23 · X1 | L2 · X1 |

| ra | wsr | xa · Z2 | ra · stp · n | i | mn · n · N36 |

| ra | wsr | xa · Z2 | ra · stp · n | i | mn · n · N36 |

| ra | wsr | xa · Z2 | ra · stp · n | i | mn · n · N36 |

| ra | wsr | xa · Z2 | ra · stp · n | i | mn · n · N36 |

| G39 | N5 |

| G39 | N5 |

| ra | C12 | C7 | D40 · N36 | r&r |

| ra | C12 | C7 | D40 · N36 | r&r |

| ra | C12 | C7 | D40 · N36 | r&r |

| ra | C12 | C7 | D40 · N36 | r&r |

| G39 | N5 |

| G39 | N5 |

| ra | C12 | C7 | D40 · N36 | r&r |

| ra | C12 | C7 | D40 · N36 | r&r |

| ra | C12 | C7 | D40 · N36 | r&r |

| ra | C12 | C7 | D40 · N36 | r&r |